# 马里斯维尔 (华盛顿州)
马里斯维尔（Marysville）位於美國華盛頓州斯诺霍米什县。美國2010年人口普查時人口為60,020人。因早期被大量草莓農場而有「草莓之城（The Strawberry City）」之稱。過去十年來－－而今日也一直在持續著－－商業、工業與適居性的高度成長改變了這座城市。马里斯维尔為本郡第二大城，仅次于埃弗里特

## 外部連結
- Marysville Tulalip: The City and The Tribe
- City of Marysville
- Marysville Public Library (A branch of the Sno-Isle Libraries) （页面存档备份，存于）